# Monoctenia postcarneata
Monoctenia postcarneata är en fjärilsart som beskrevs av Louis Beethoven Prout 1910. Monoctenia postcarneata ingår i släktet Monoctenia och familjen mätare. Inga underarter finns listade i Catalogue of Life.